# Clypeasta vadoni
Clypeasta vadoni är en skalbaggsart som beskrevs av Dewailly 1950. Clypeasta vadoni ingår i släktet Clypeasta och familjen Melolonthidae. Inga underarter finns listade i Catalogue of Life.